# De structuur van wetenschappelijke revoluties
De structuur van wetenschappelijke revoluties (The Structure of Scientific Revolutions) is een analyse van de wetenschapsgeschiedenis door Thomas Kuhn. De publicatie was een mijlpaal in de wetenschapsgeschiedenis, -filosofie en -sociologie. Het werk zette een nog steeds voortdurende wereldwijde beoordeling in gang – ook buiten de wetenschappelijke gemeenschappen.
In dit werk daagde Kuhn de toen heersende opvatting van vooruitgang in de normale wetenschap uit. Hij pleitte voor een episodisch model waarin periodes van zulke conceptuele continuïteit in de normale wetenschap worden onderbroken door periodes van revolutionaire wetenschap. Tijdens de revoluties in de wetenschap leiden de ontdekkingen van anomalieën tot een geheel nieuw paradigma dat de regels van het spel verandert,:40:41:52:175 de agenda die leiding geeft aan nieuw onderzoek verandert:109:111 en dat nieuwe vragen stelt aan oude data.:139:159 Het gaat verder dan het oplossen van puzzels in de normale natuurwetenschap.:37:144

## Fases
Wetenschappelijke vooruitgang werd voornamelijk gezien als een continue toename in een verzameling van algemeen aanvaarde feiten en theorieën, staande op de schouders van reuzen. Kuhn stelde dat doorbraken niet tot stand komen door normale wetenschap, maar als reactie op afwijkingen van de verwachtingen op basis van bestaande theorieën en werkelijke waarnemingen. Daarbij onderscheidde hij verschillende fases.

### Normale wetenschap
De meeste wetenschappers bedrijven normale wetenschap, wat Kuhn het oplossen van puzzels noemt. Men borduurt daarbij voort op bestaande theorieën.

### Anomalieën
Elke theorie heeft waarnemingen die afwijken van de bestaande theorieën. Nu zijn er altijd wel anomalieën, maar dat betekent niet dat een theorie direct wordt opgegeven. Paradigma's worden volgens Kuhn pas verworpen als er andere beschikbaar zijn. Veel anomalieën worden ook opgelost door normale wetenschap.

### Crisis
Als de normale wetenschap echter niet in staat blijkt om deze anomalieën op te lossen, kan een crisis ontstaan, een periode van ongemak voor de meeste wetenschappers door het besef dat het bestaande paradigma ontoereikend is. Voor enkele wetenschappers is juist dit een periode van echte wetenschap en kunnen bestaande opvattingen en paradigma's afgebroken worden. Wetenschappelijke kennis groeit dan ook niet geleidelijk en kent ook niet alleen vooruitgang zoals eerder werd verondersteld, maar kent ook achteruitgang.

### Wetenschappelijke revolutie

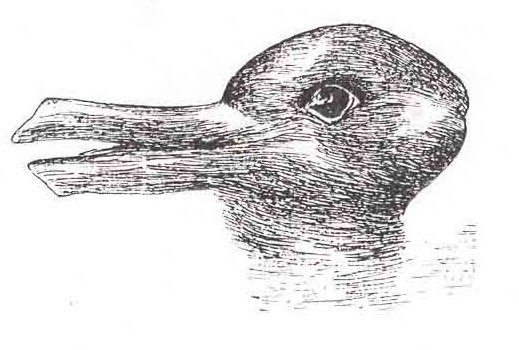
maakte gebruik van het 'eend-konijn'-figuur van om duidelijk te maken dat een paradigmaverschuiving de manier van observeren beïnvloedt. Op individueel vlak is er dan sprake van een Gestalt-switch

Door het afbreken van bestaande overtuigingen ontstaat ruimte voor nieuwe inzichten, een nieuw conceptueel kader. Kuhn noemde dit een paradigmaverschuiving of wetenschappelijke revolutie. Hij vergeleek dit met het fenomeen van de Gestalt-switch uit de psychologie.

## Incommensurabiliteit
Popper had dan wel gesteld dat theorieën getoetst moeten worden middels falsificatie, in de praktijk gebeurt dit volgens Kuhn niet en lost men vooral puzzels op. Volgens Popper zou er bij het succesvol verlopen van een zogenaamde cruciale test sprake zijn van corroboratie, de theorie wordt versterkt. Kuhn stelde echter dat de cruciale test niet mogelijk was, omdat elk paradigma een eigen conceptueel kader heeft, waarin de test een verschillende waarde heeft, wat Kuhn incommensurabiliteit noemde.
Ook uit de Duhem-Quinestelling volgt dat er geen gemeenschappelijke neutrale taal is vanwaaruit objectieve feiten de doorslag moeten geven. Volgens deze stelling is het niet mogelijk om een afzonderlijke hypothese te testen, omdat het niet duidelijk is welk deel van de hypothese precies op de proef wordt gesteld.
Dat er geen logische dwingende redenen zijn om te kiezen, betekent volgens Kuhn niet dat er geen goede redenen kunnen zijn om een theorie te verkiezen. Het betekent ook niet dat er geen objectieve werkelijkheid bestaat, maar slechts dat deze vanwege de Duhem-Quinestelling nooit volledig correct beschreven kan worden.

## Voorbeeld

### De Copernicaanse revolutie

Basiselementen van het ptolemeïsch systeem

Het bekendste voorbeeld van een revolutie in het wetenschappelijk denken zette Copernicus in gang met zijn boek De Revolutionibus Orbium Coelestium. In de tot dan gangbare school van denken van Claudius Ptolemaeus werd uitgegaan van een stationaire Aarde in het centrum van de kosmos. Voor het modelleren van de bewegingen van de planeten werd gebruikgemaakt van cykels en epicykels. Naarmate in de loop der eeuwen de nauwkeurigheid van de waarnemingen van de planeten toenam, werd men gedwongen ook de complexiteit van de ptolemeïsche cykel- en epicykel mechanismen toe te laten nemen. Dit was nodig om de met behulp van het ptolemeïsche model berekende posities in de buurt van de waargenomen posities te kunnen houden.
Copernicus stelde in zijn revolutionaire werk een nieuwe kosmologie voor, waarin hij niet de Aarde, maar de Zon in het centrum van de kosmos postuleerde. De Aarde was in zijn model nog slechts een van de planeten die om de Zon draaide. Voor het modelleren van de planetaire bewegingen in zijn kosmos gebruikte Copernicus de instrumenten waar hij bekend mee was, namelijk de cykels en epicykels uit de ptolemeïsche gereedschapkist. Copernicus' model bleek echter meer cykels en epicykels nodig te hebben dan er binnen het toenmalig geldende ptolemeïsche model in gebruik waren. Als gevolg van een gebrek aan nauwkeurigheid in zijn berekeningen bleek dat de voorspellingen van Copernicus niet accurater waren dan die van het concurrerende ptolemeïsche model. Het gevolg was dat veel van de tijdgenoten van Copernicus zijn nieuwe kosmologie verwierpen. Kuhn stelde dat zij volledig in hun recht stonden om dit te doen: het ontbrak Copernicus' kosmologie aan de noodzakelijke geloofwaardigheid.
Kuhn laat in zijn boek zien hoe een paradigmaverschuiving later alsnog mogelijk werd toen Galileo Galilei zijn nieuwe ideeën over beweging introduceerde. Intuïtief kan men zich voorstellen dat wanneer een voorwerp in beweging is gezet het al snel weer tot stilstand komt. Een goed gemaakte kar kan zich bijvoorbeeld over een grote afstand voortbewegen voordat hij tot stilstand komt, maar tenzij iemand hem aanduwt, zal hij toch uiteindelijk stoppen met bewegen. Aristoteles betoogde dat dit vermoedelijk een fundamentele eigenschap van de natuur was: om een voorwerp in beweging te houden, moest het voortdurend worden aangeduwd. Gegeven de op dat moment beschikbare kennis was dit een verstandige en redelijke gedachte.
Galileo kwam met een alternatief vermoeden dat alle voorwerpen die tot stilstand komen dit alleen doen omdat er altijd enige wrijving optreedt. Galileo had geen instrumenten tot zijn beschikking waarmee hij zijn vermoeden op objectieve wijze kon bevestigen, maar hij suggereerde desondanks dat bij afwezigheid van enige wrijving de inherente neiging van het object is om de snelheid te behouden zonder dat er enige additionele kracht inwerkt op het object.
De ptolemaeïsche benadering van het gebruik van cykels en epicykels begon steeds meer op een vergezochte interpretatie te lijken: er leek geen einde te komen aan de steeds snellere groei van complexiteit die nodig was om de waarneembare verschijnselen te verklaren. Johannes Kepler was de eerste persoon die de instrumenten van het ptolemeïsche paradigma verwierp. Hij begon de mogelijkheid te onderzoeken dat de planeet Mars een elliptische baan in plaats van een cirkelvormige baan rond de Zon beschreef. Het was duidelijk dat de hoeksnelheid in dat geval niet constant kon zijn, maar het bleek erg moeilijk om de formule te vinden die de mate van verandering van de hoeksnelheid beschreef. Na vele jaren van berekeningen vond Kepler uiteindelijk wat nu bekend staat als de tweede wet van Kepler.
Galileo's vermoeden was slechts dat, een vermoeden. Hetzelfde gold voor de kosmologie van Kepler. Maar elk vermoeden verhoogde in dit geval de geloofwaardigheid van het andere vermoeden. Samen veranderden zij de heersende opvattingen van de wetenschappelijke gemeenschap. Later liet Newton zien dat de drie wetten van Kepler kunnen worden afgeleid uit een enkele theorie van beweging en planetaire beweging. Newton voorzag de paradigmaverschuiving die Galileo en Kepler in gang hadden gezet van een rotsvast fundament.

## Voetnoten
1. 1 2 3 4  Kuhn, T.S. (1962): The Structure of Scientific Revolutions, University of Chicago Press